# Banksia cuneata
A Banksia cuneata, popularmente conhecida como Matchstick Banksia ou Banksia Quairading, é uma planta espermatófitas ameaçada de extinção  da família Proteaceae. É originária da Austrália e pertence a um sub-gênero de três espécies de Banksia com inflorescência e com cachos de flores que têm forma de cúpula ao invés das características normais de uma espécie de Banksia normal, que tem picos de flores. A planta tem arbustos ou árvores, de até 5m de altura, que têm folhagem espinhosa e rosa e flores cremosas. A espécie é polinizada por aves da família Meliphagidae. A Banksia cuneata é altamente sensível a incêndios florestais. Essa espécie de Banksia é classificada como em perigo de extinção, ela sobrevive em fragmentos de vegetação remanescente em uma região que tem 93% do território para a agricultura.

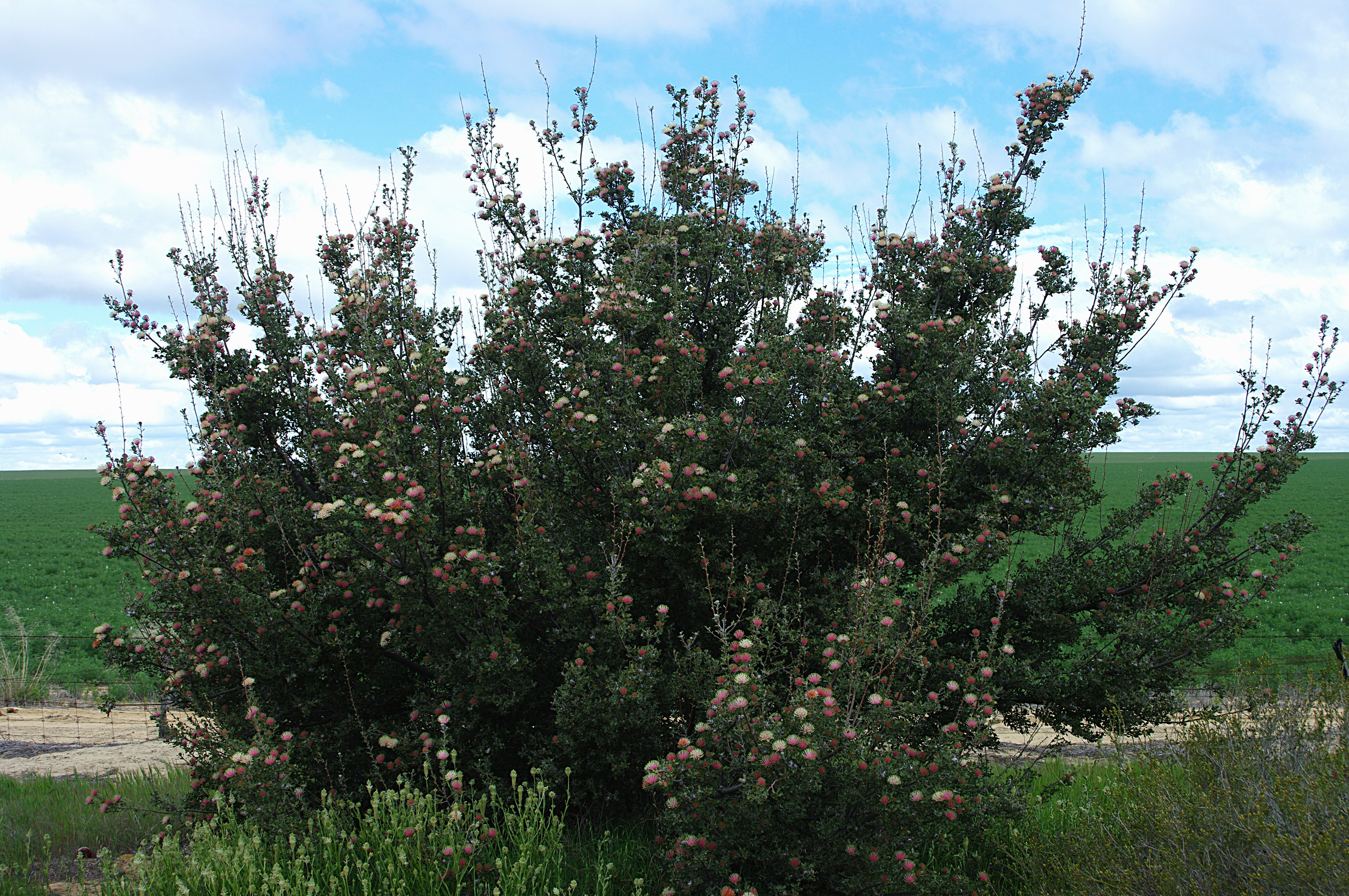
Banksia cuneata